# Isabel Allende Bussi
Ne pas confondre avec l'écrivaine Isabel Allende.
Pour les articles homonymes, voir Allende et Bussi.
María Isabel Allende Bussi, née le 18 janvier 1945 à Santiago (Chili), est une femme politique chilienne, membre du Parti socialiste du Chili.

## Biographie
Elle est la fille cadette de l'ancien président Salvador Allende et de son épouse Hortensia Bussi, et la cousine de la romancière Isabel Allende. 
À la suite du coup d'État de 1973 qui renverse son père, elle s'exile avec sa mère et ses deux sœurs à Cuba puis au Mexique, où elle passe seize années, avant de revenir au Chili à la fin du régime militaire d'Augusto Pinochet, en 1989.
Après le retour de la démocratie au Chili, elle est élue députée pour la région de Coquimbo et la région métropolitaine de Santiago et préside la Chambre des députés de 2003 à 2004. Sénatrice de la région d'Atacama depuis 2010, elle est élue à la présidence du Sénat le 11 mars 2014, première femme à occuper ce poste dans l'histoire du Chili. Elle quitte son poste en 2015 mais reste sénatrice.
Le 11 septembre 2016, date anniversaire de la mort de son père, elle annonce sa candidature à la présidentielle de 2017. Elle n'est finalement pas candidate.

## Décorations
- Grand cordon de l'ordre du Ouissam alaouite[2].

## Annexe